# Wroxall, Isle of Wight
Wroxall är en civil parish i Storbritannien.   Den ligger i grevskapet Isle of Wight och riksdelen England, i den södra delen av landet, 130 km sydväst om huvudstaden London. Wroxall ligger på ön Isle of Wight.